# قائمة ألوية الأردن

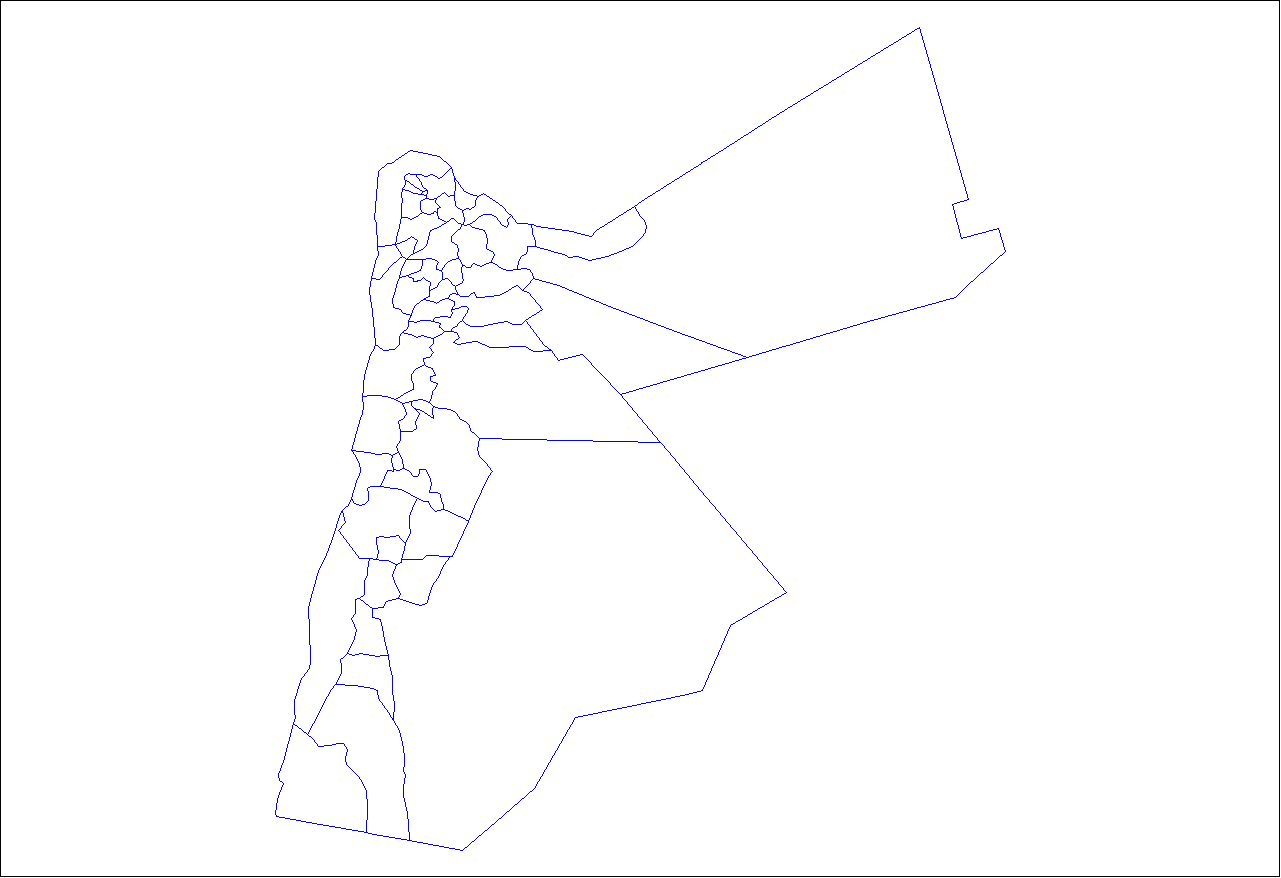
ألوية الأردن

اللواء هو تقسيم إداري في الأردن. ينقسم الأردن إدارياً إلى 12 محافظة وتنقسم المحافظات إلى 52 لواءً. القائمة التالية للألوية حسب المحافظة.

## محافظة العاصمة

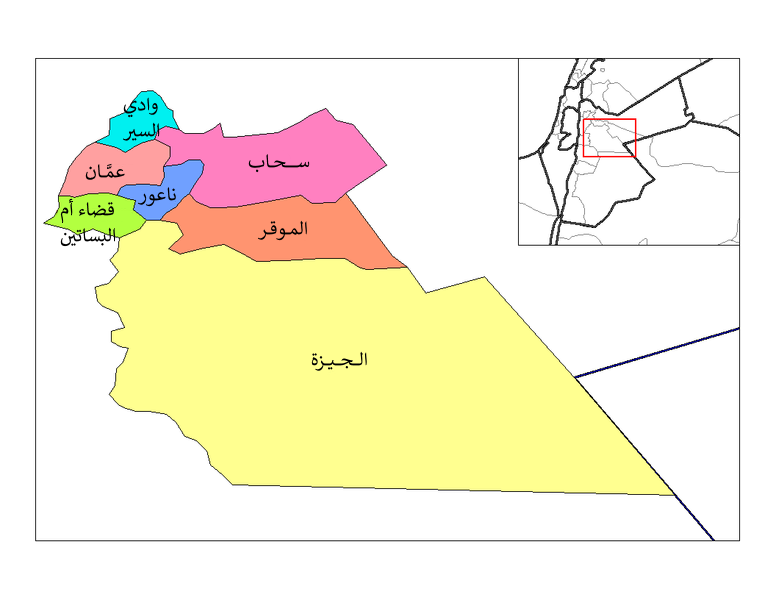
ألوية محافظة العاصمة

- لواء قصبة عمان
- لواء الجامعة
- لواء القويسمة
- لواء ماركا
- لواء الجيزة
- لواء الموقر
- لواء ناعور
- لواء سحاب
- لواء وادي السير

## محافظة البلقاء

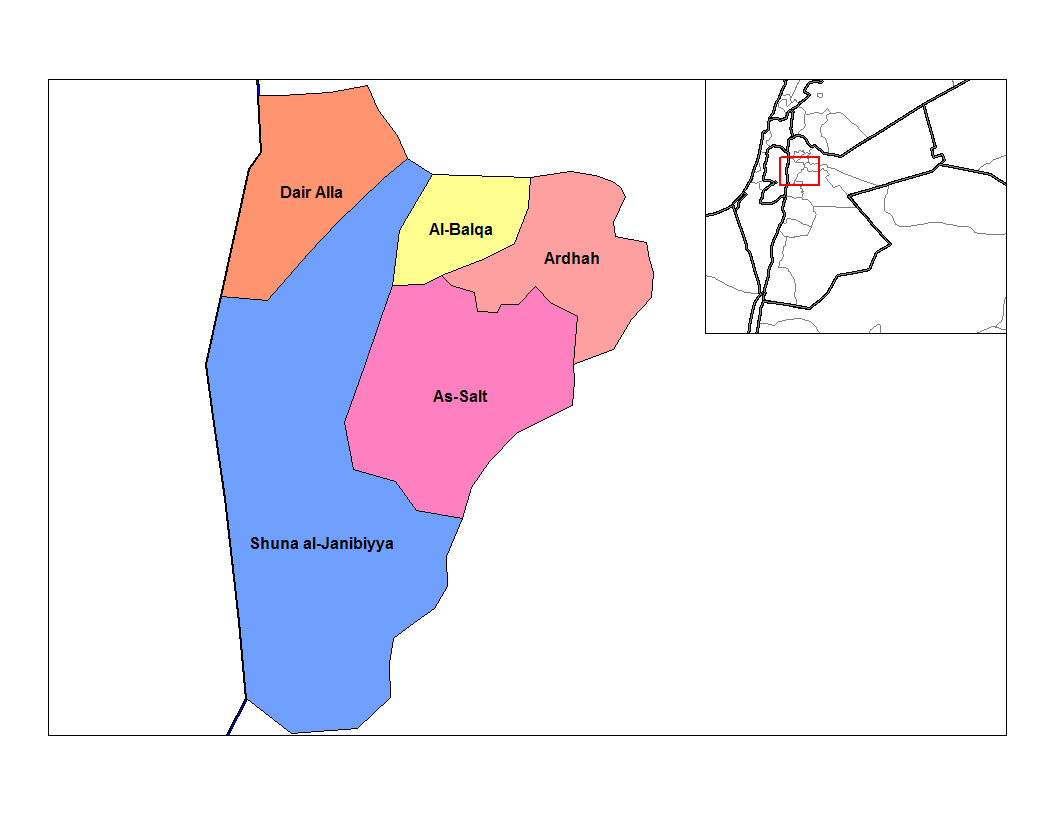
ألوية محافظة البلقاء

- لواء قصبة السلط
- لواء الشونة الجنوبية
- لواء دير علا
- لواء عين الباشا
- لواء ماحص والفحيص

## محافظة الزرقاء

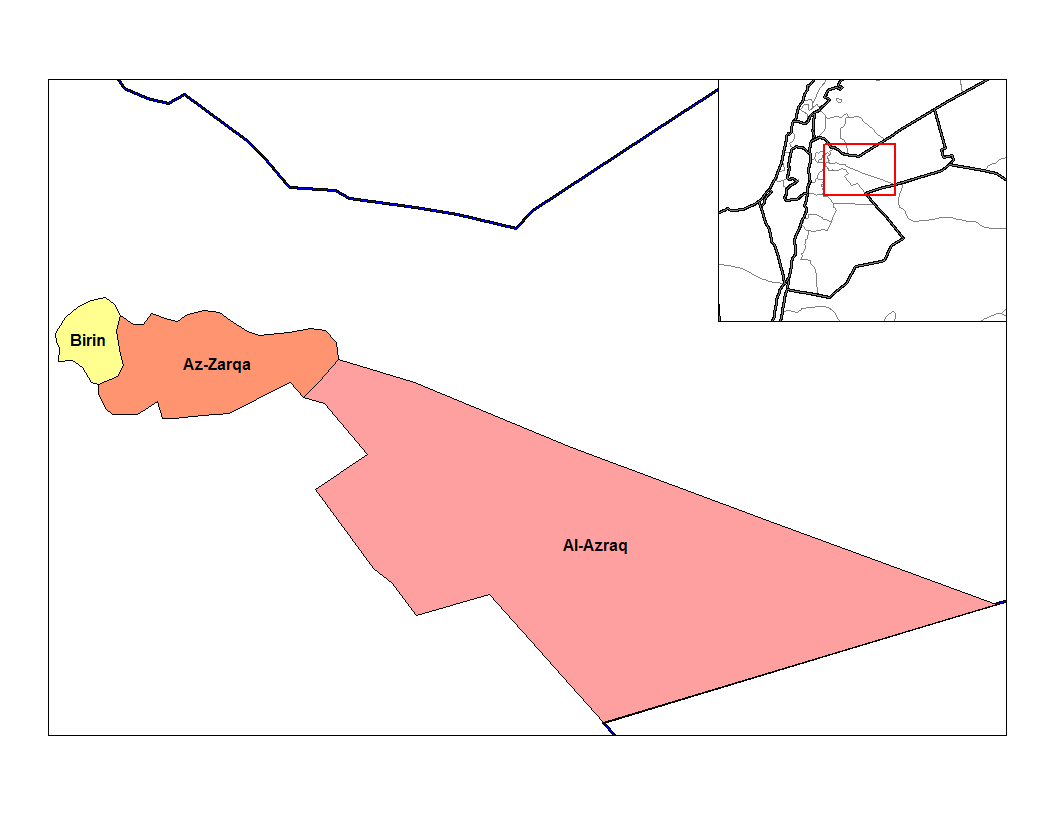
ألوية محافظة الزرقاء

- لواء قصبة الزرقاء
- لواء الرصيفة
- لواء الهاشمية

## محافظة مادبا

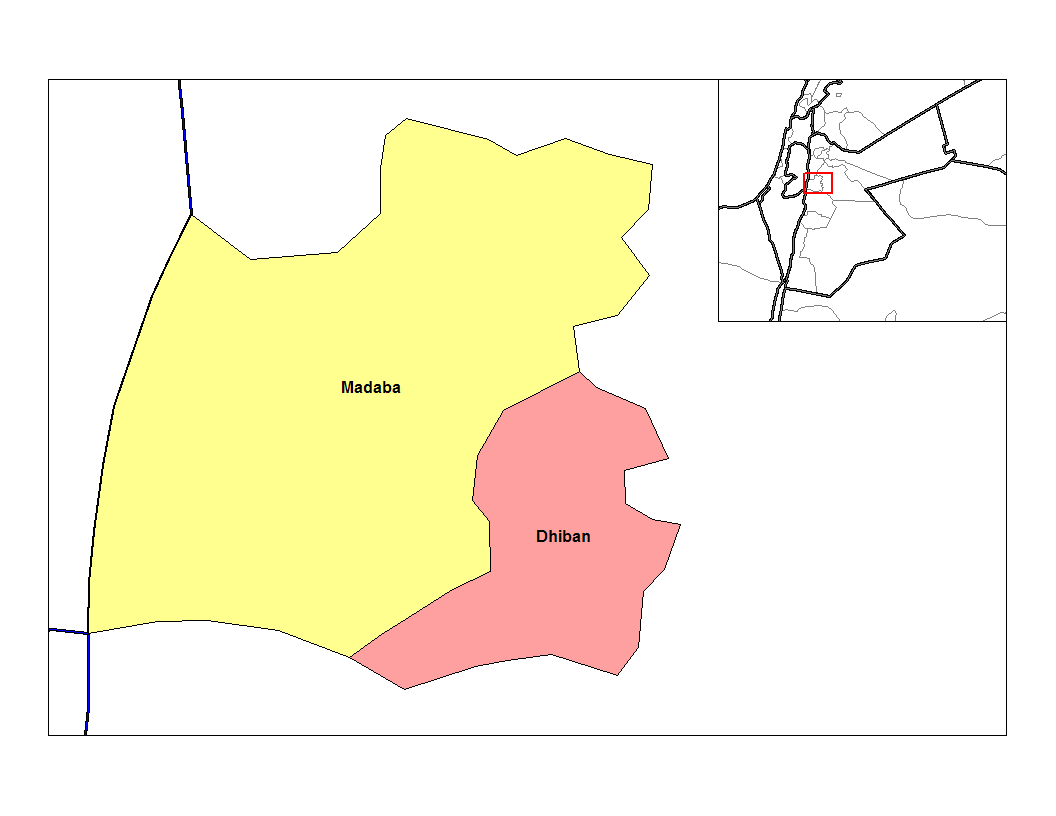
ألوية محافظة مادبا

- لواء قصبة مادبا
- لواء ذيبان

## محافظة إربد

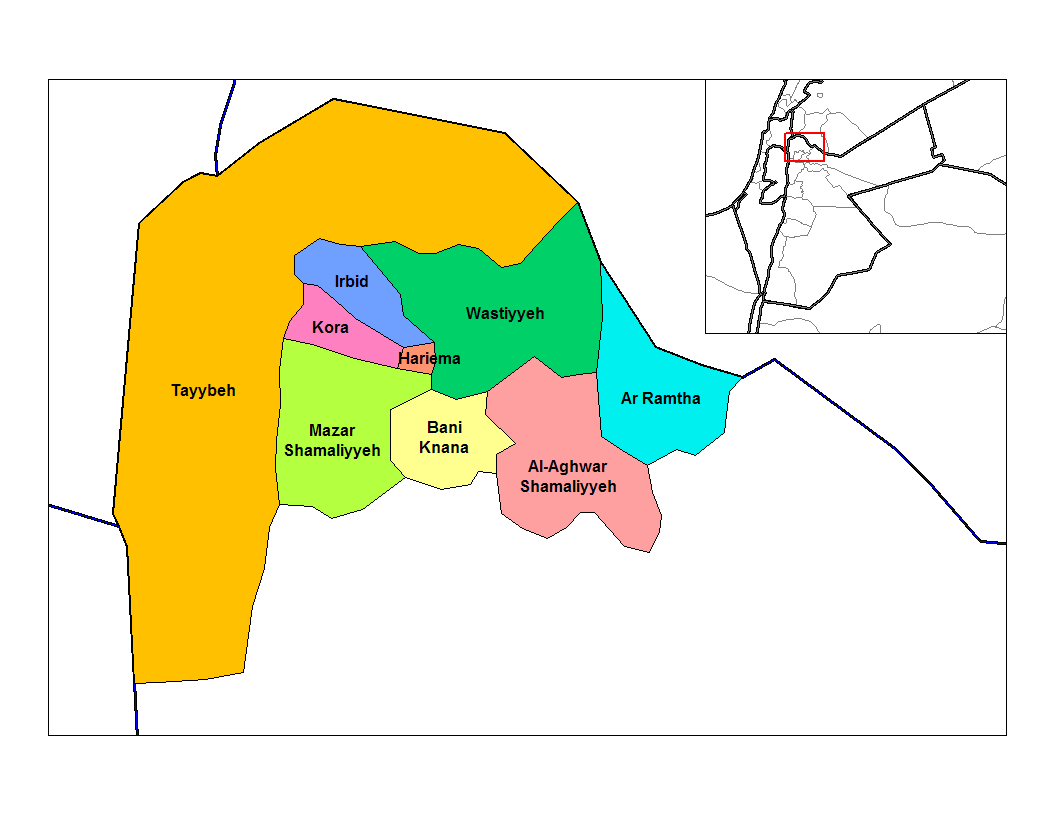
ألوية محافظة إربد

- لواء قصبة إربد
- لواء الرمثا
- لواء بني كنانة
- لواء الأغوار الشمالية
- لواء الكورة
- لواء المزار الشمالي
- لواء الطيبة
- لواء الوسطية
- لواء بني عبيد

## محافظة المفرق

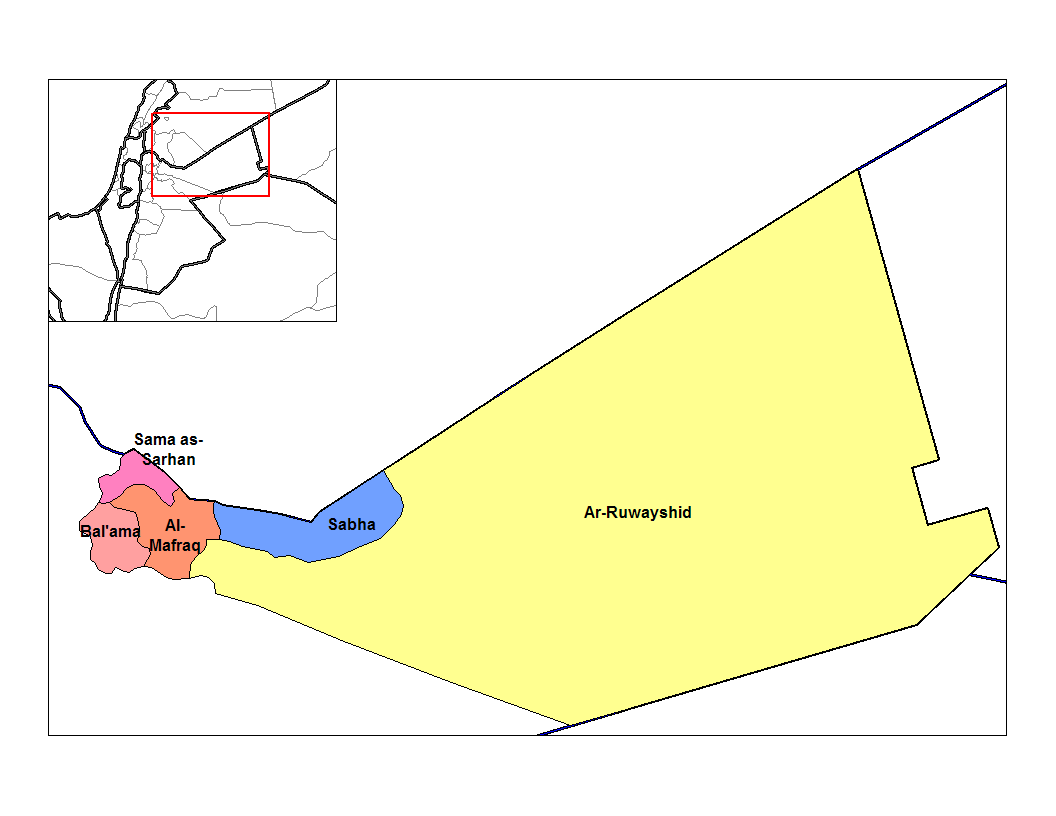
ألوية محافظة المفرق

- لواء قصبة المفرق
- لواء البادية الشمالية
- لواء البادية الشمالية الغربية
- لواء الرويشد
- لواء بلعما

## محافظة جرش

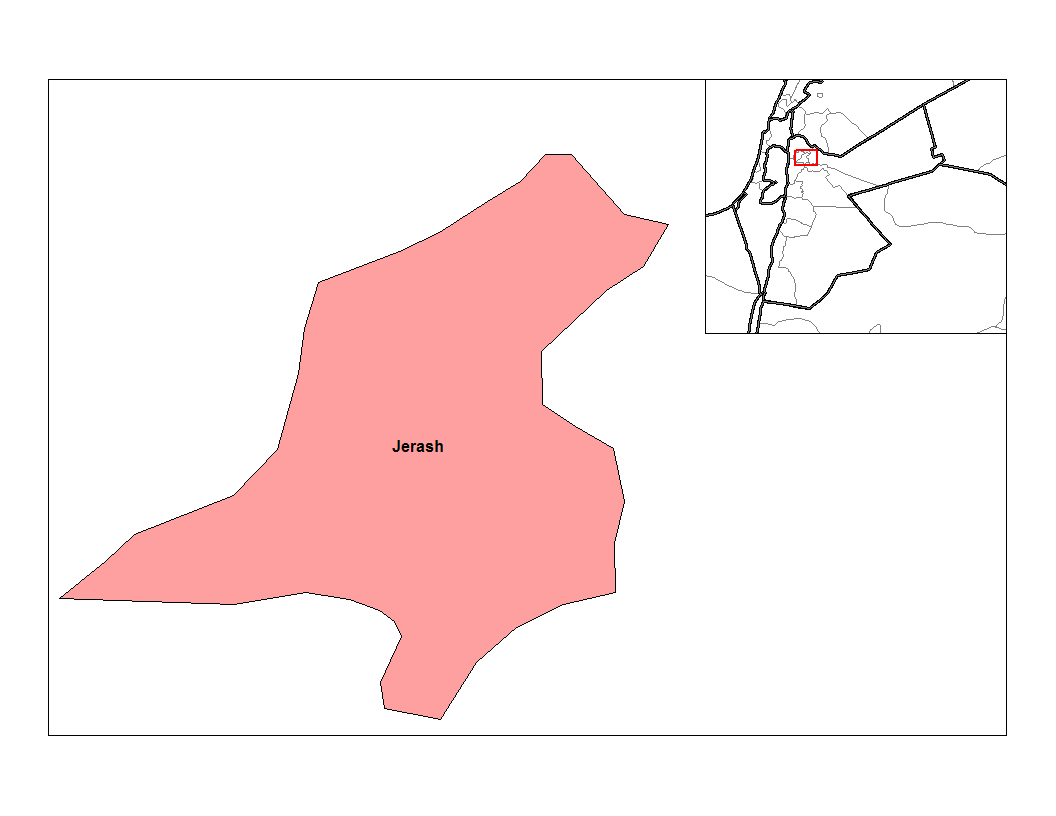
ألوية محافظة جرش

- لواء قصبة جرش

## محافظة عجلون

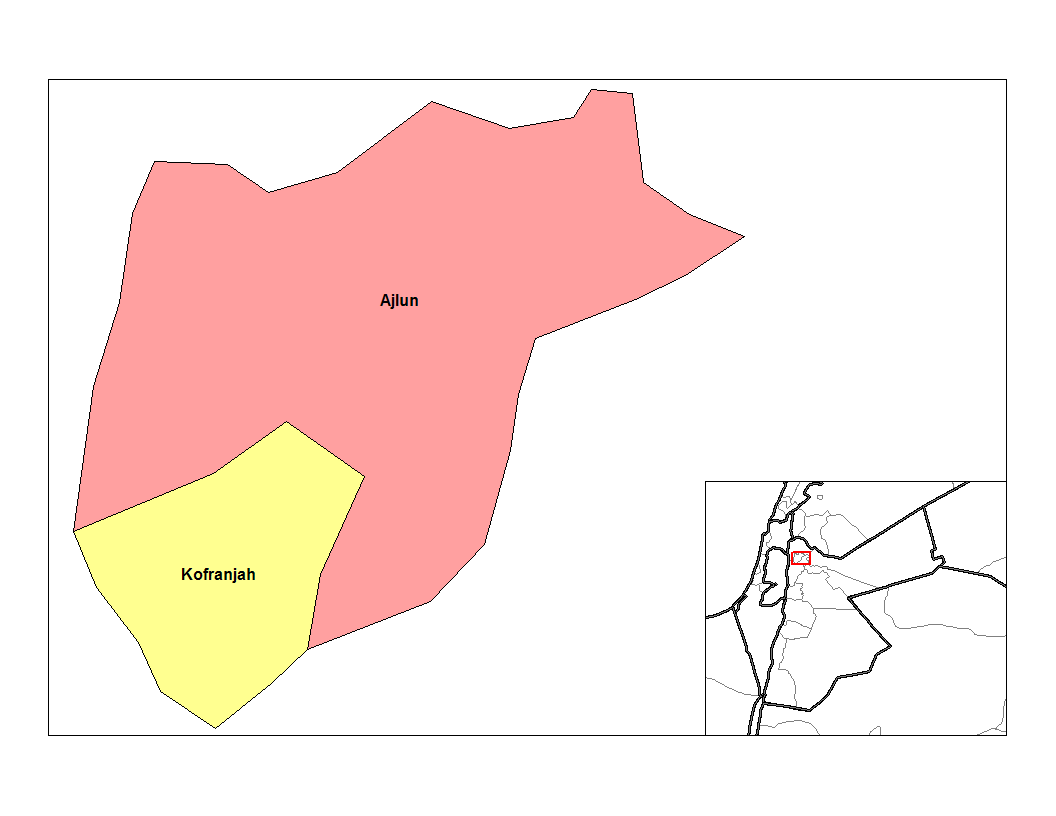
ألوية محافظة عجلون

- لواء قصبة عجلون
- لواء كفرنجة

## محافظة الكرك

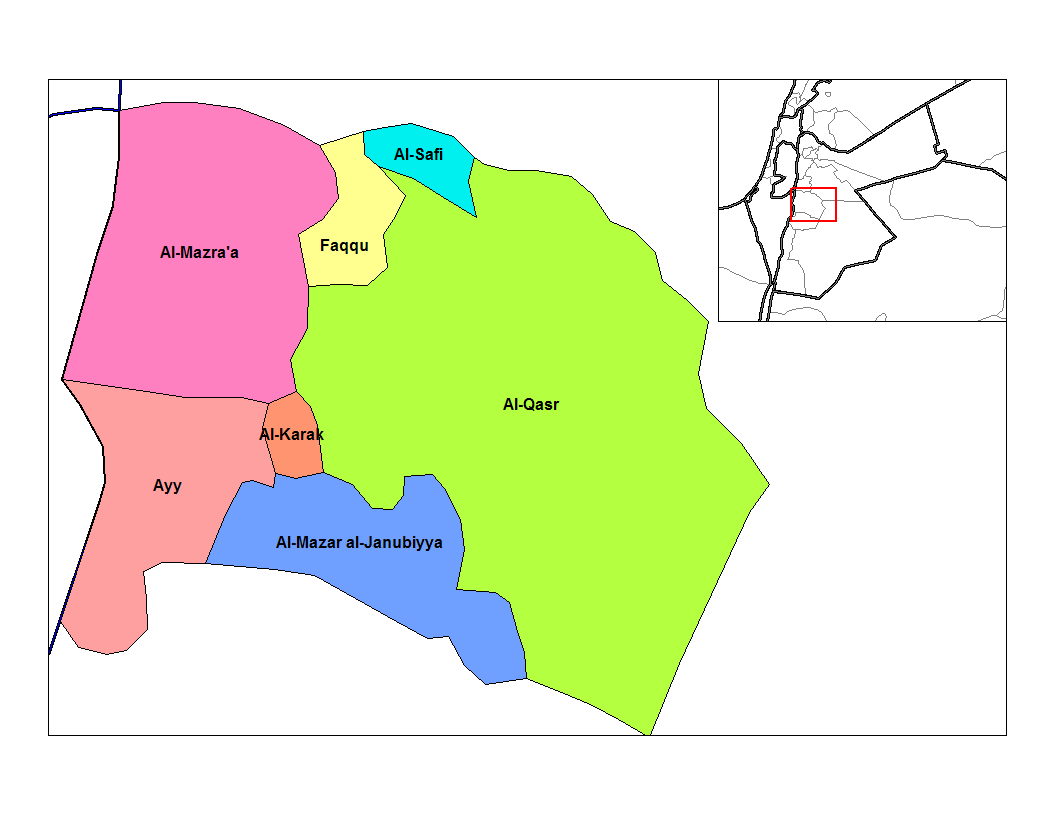
ألوية محافظة الكرك

- لواء قصبة الكرك
- لواء المزار الجنوبي
- لواء القصر
- لواء الأغوار الجنوبية
- لواء عي
- لواء فقوع
- لواء القطرانة
- لواء مؤاب

## محافظة الطفيلة

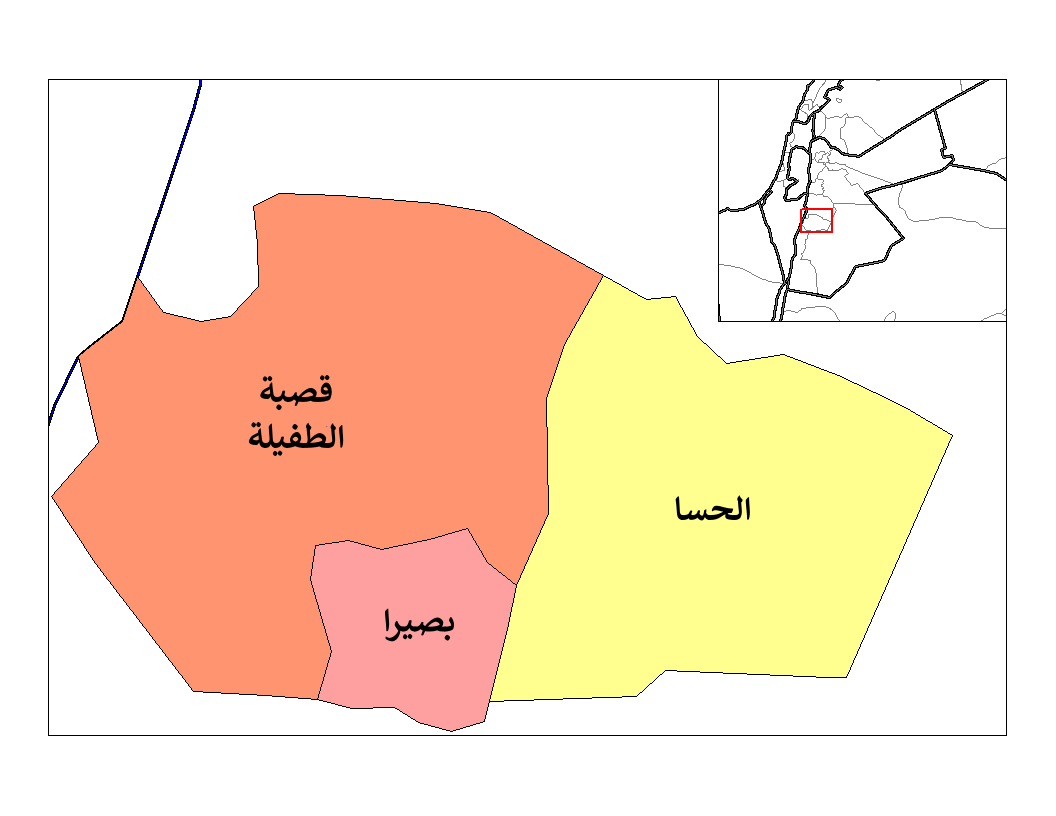
ألوية محافظة الطفيلة

- لواء قصبة الطفيلة
- لواء الحسا
- لواء بصيرا

## محافظة معان

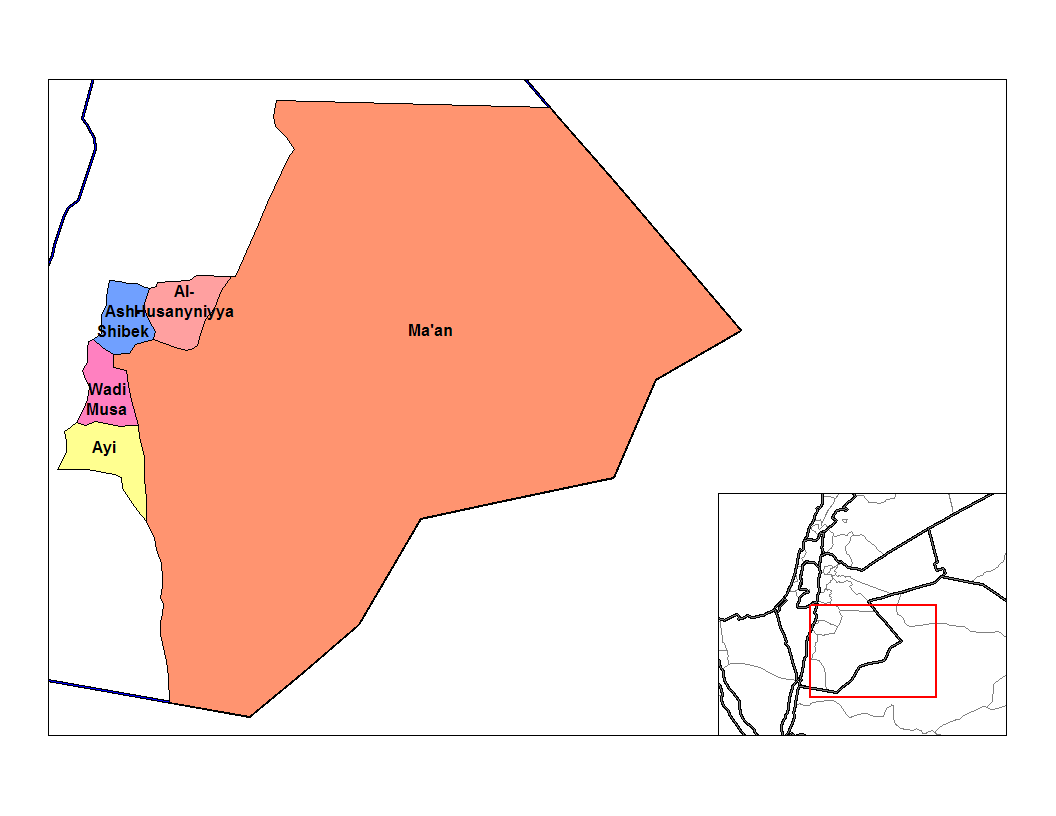
ألوية محافظة معان

- لواء قصبة معان
- لواء البتراء
- لواء الحسينية
- لواء الشوبك

## محافظة العقبة

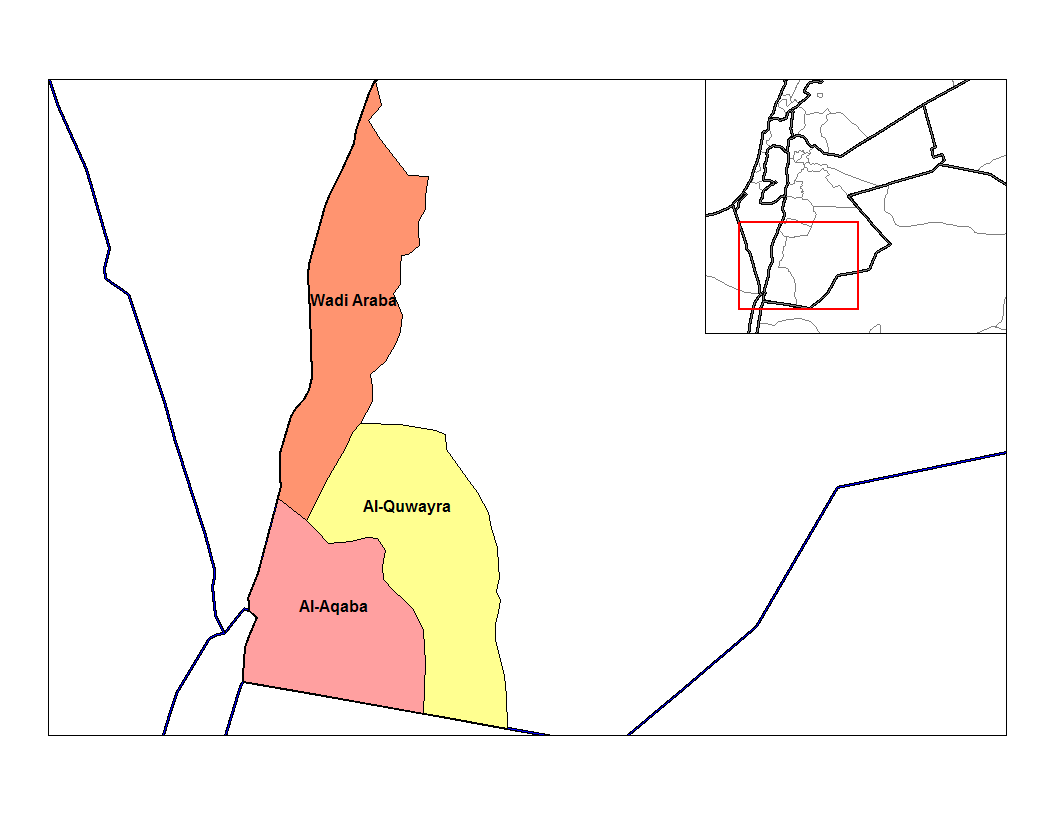
ألوية محافظة العقبة

- لواء قصبة العقبة
- لواء القويرة